# Barbareño
El barbareño era una llengua de la família de les llengües chumash, un grup de llengües ameríndies parlades a l'àrea de Santa Bàrbara (Califòrnia). La força relacionada ineseño podria haver estat un dialecte de la mateixa llengua. El barbareño es va extingir en 1965 amb la mort de Mary Yee.

## Revitalització de la llengua
Pel 2013 el Barbareno Chumash Council està dedicant esforços en curs per reviure l'idioma. Dos dels seus membres són aprenents i ensenyen la llengua.
La Wishtoyo Chumash Village a Malibú (Califòrnia), anuncià l'apertura de l'Escola de Llengua Šmuwič en 2010.
La comunitat Ineseño ara anomena la seva llengua samala. En 2008 Richard Applegate compilà una gramàtica i diccionari d'ineseño basats en treball de Harrington a començaments del 1900 amb el darrer parlant fluent, Maria Solares. Applegate i Nakia Zavalla, director cultural de la Banda Santa Ynez de Chumash i descendent de Solares, han iniciat un esforç per a revitalitzar la llengua. Applegate començà ensenyant ineseño en 2003, i Zavalla ha iniciat un programa d'aprenentatge basat en la immersió. Cap al 2008 Applegate tenia cinc estudiants, encara que cap havia aconseguit fluïdesa.

## Fonologia

### Consonants
|            |              | Bilabial | Alveolar | Postalveolar/ Palatal | Velar | Uvular | Glotal |
| ---------- | ------------ | -------- | -------- | --------------------- | ----- | ------ | ------ |
| Nasal      | plana        | m        | n        |                       |       |        |        |
| Nasal      | glotalitzada | ˀm       | ˀn       |                       |       |        |        |
| Oclusiva   | plana        | p        | t        |                       | k     | q      | ʔ      |
| Oclusiva   | ejectiva     | pʼ       | tʼ       |                       | kʼ    | qʼ     | ʔ      |
| Oclusiva   | aspirada     | pʰ       | tʰ       |                       | kʰ    | qʰ     | ʔ      |
| Africada   | plana        |          | t͡s       | t͡ʃ                    |       |        |        |
| Africada   | ejectiva     |          | t͡sʼ      | t͡ʃʼ                   |       |        |        |
| Africada   | aspirada     |          | t͡sʰ      | t͡ʃʰ                   |       |        |        |
| Fricativa  | plana        |          | s        | ʃ                     | x     |        | h      |
| Fricativa  | ejectiva     |          | sʼ       | ʃʼ                    | xʼ    |        |        |
| Fricativa  | aspirada     |          | sʰ       | ʃʰ                    |       |        |        |
| Aproximant | plain        |          | l        | j                     | w     |        |        |
| Aproximant | glotalitzada |          | ˀl       | ˀj                    | ˀw    |        |        |

### Vocals
|         | Frontal | Central | Posterior |
| ------- | ------- | ------- | --------- |
| Tancada | i       | ɨ       | u         |
| Oberta  | e       | a       | o         |